# An Assisted Elopement (film 1912 Dwan)
An Assisted Elopement è un cortometraggio muto del 1912 diretto da Allan Dwan.

## Produzione
Il film fu prodotto dalla American Film Manufacturing Company (con il nome Flying A).

## Distribuzione
Distribuito dalla Motion Picture Distributors and Sales Company, il film - un cortometraggio in una bobina - uscì nelle sale cinematografiche USA il 29 febbraio 1912. Nel Regno Unito, venne distribuito il 27 aprile 1912.
Non si conoscono copie ancora esistenti della pellicola che viene considerata presumibilmente perduta.